# Borilovići
Borilovići (en serbe cyrillique : Бориловићи) est un village de Bosnie-Herzégovine. Il est situé sur le territoire de la ville de Trebinje et dans la république serbe de Bosnie. Selon les premiers résultats du recensement bosnien de 2013, il compte 20 habitants.

## Géographie
Le village est entouré par les localités suivantes :
| Podvori          | Brova      |       |
| Vrpolje Ljubomir | Borilovići | Mosko |
|                  | Jasen      |       |

## Démographie

### Évolution historique de la population dans la localité
| 1948 | 1953 | 1961 | 1971 | 1981 | 1991 | 2013 |
| ---- | ---- | ---- | ---- | ---- | ---- | ---- |
| -    | -    | 82   | 44   | 36   | 29   | 20   |

|  |